# Ансамбль электромузыкальных инструментов под управлением Вячеслава Мещерина
Анса́мбль электромузыка́льных инструме́нтов под управле́нием Вячесла́ва Меще́рина — советский и российский музыкальный коллектив, с 1958 по 1990 год официально существовавший как радиоансамбль при Гостелерадио СССР (с 1975 года — коллектив Всесоюзного Радио и Центрального Телевидения).

## История
Ансамбль был основан Вячеславом Валериановичем Мещериным в 1956 году. На протяжении многих лет он был музыкальным руководителем и дирижёром этого уникального коллектива; сочинял оригинальные аранжировки на популярные музыкальные темы; исполнял партии на различных электропиано и синтезаторах. Мещеринский ансамбль во многом был не только новаторским в своём излюбленном жанре лёгкой музыки, но и вообще достаточно пионерским, первопроходческим в отношении всей зарождавшейся электронной музыки и вокально-инструментального движения. На Западе стиль, в котором играл ансамбль Мещерина, называли «Space age pop».
Первые записи коллектива «Инструментальный ансамбль под управлением В. В. Мещерина» с известной в ту эпоху советской певицей Геленой Великановой датированы 1955 годом. А уже через год Мещерин обнаруживает во МХАТе ненужный там гармониум, находит где-то американский «Хаммонд», электроорган, электрогитары, собирает найденное в Дом звукозаписи, и с энтузиастами на общественных началах начинает репетировать по ночам, превращая свой коллектив в ансамбль электромузыкальных инструментов. Результатом этой работы стала знаменитая музыкальная подложка к русским титрам бразильского фильма A estrada (Ronda da morte) — 1955 — Mayra Filmes, Brasil режиссёра Oswaldo Sampaio, вышедшего в советский кинопрокат под названием «Там, где кончается асфальт» в июне 1961 года. В 1962 году этот мотив превратился в «Песню о шофёре» из фильма «Там, где кончается асфальт» в исполнении Олега Анофриева в сопровождении ансамбля электромузыкальных инструментов под управлением В. Мещерина.
В 1957 году в студии Дома Звукозаписи осуществлена первая запись ансамбля электромузыкальных инструментов. В Москве идёт Фестиваль молодёжи и студентов. С солисткой Ниной Дордой ансамбль записывает песню «Фестивальные огни». В прессе начинается критика необычного ансамбля, особенно усердствуют фельетонисты: «Мещерин включит утюг, и из него зазвучит первый концерт Чайковского…»
В 1958 году коллектив был легализован при Гостелерадио СССР «в целях создания необходимых условий, обеспечивающих возможность осуществления экспериментальных работ по использованию электромузыкальных инструментов в радио- и телепередачах, а также магнитофонных записях». В 1959 году ансамбль записал «неземную» музыку для театрального спектакля «Малыш с Марса» и фильма «Небо зовёт». Для мещеринского коллектива эти космические работы стали первыми из десятков.
В 1960 году, впервые в СССР, ансамбль Мещерина записал несколько композиций безмикрофонным способом через «пульт-смеситель» (микшерский пульт) и использовал для создания искусственного эха самостоятельно собранный ревербератор. Мещерин собрал самую большую в СССР коллекцию иностранных электромузыкальных инструментов. Под впечатлением гастролей в СССР Имы Сумак (очень нравящейся генсеку ЦК КПСС Никите Хрущёву) Ким Кромский написал для мещеринского ансамбля «Фантазию на перуанские темы». Соло на терменвоксе Константина Ковальского имитирует голос загадочной перуанки, а в 1961 году по мотивам эстонских народных мелодий ансамбль записал один из своих хитов — композицию «На колхозной птицеферме» — в 1973 году её увековечит шестой выпуск мультсериала «Ну, погоди!». Ансамбль начал активно записываться в Доме звукозаписи. Надпись «Ансамбль ЭМИ Мещерина» стала одной из самых частых в студийной графике.
В 1968 году ансамбль записал пьесу Георгия Свиридова «Музыкальный ящик». К тому моменту мещеринцы сотрудничали уже более, чем с сорока авторами, среди которых Дмитрий Шостакович, Арам Хачатурян, Александра Пахмутова, Раймонд Паулс, Людмила Лядова. Ансамбль расширял концертную деятельность.
В 1970—1980-е годы ансамбль электромузыкальных инструментов стал желанным гостем на Байконуре, и ни один праздничный концерт, посвящённый очередному запуску, не обходился без мещеринцев. Ансамбль выступал также в Ленинске и в Звёздном городке. Редакция Центрального телевидения и Всесоюзного радио получала новые и новые письма с просьбой «повторить концерт ансамбля электромузыкальных инструментов». Музыка мещеринского коллектива постоянно звучала в теле- и радиопрограммах, документальных, художественных и мультипликационных фильмах. Ансамбль под управлением В. Мещерина переработал и включил в свой репертуар многие популярные западные мелодии, среди которых «Воздушная кукуруза» (Гершон Кингсли) и «Эль Бимбо» (Клод Морган, Лоран Росси).
В 1990 году, ввиду внутреннего конфликта среди участников ансамбля, Вячеслав Мещерин был вынужден распустить коллектив и закрыть ансамбль. Но уже в том же году ансамбль возродился в виде Оркестра электромузыкальных инструментов. На смену аналоговым электромузыкальным инструментам пришли современные цифровые синтезаторы. Полностью обновился и состав музыкантов. ОЭМИ продолжал использовать «живой» звук на концертах и прямую цифровую стереозапись фонограмм с максимальным динамическим диапазоном. Результатом этих преобразований стал выпущенный в 1993 году лейблом «Mezhdunarodnaya Kniga» альбом Vyacheslav Mescherin’s Electromusical Instruments Orchestra — Moscow Nights Under Evening Bells (MK 437115), через год, в 1994 году переизданный в русскоязычной версии (OCD031) под названием «ОЭМИ. Русское собрание».
6 октября 1995 года Вячеслав Валерианович Мещерин скончался от сердечного приступа. Выступления ансамбля электромузыкальных инструментов и последовавшего за ним оркестра прекратились примерно в 1996 году. Именно этим годом датирована последняя запись мещеринского коллектива с Леонидом Серебренниковым (OCD05) под названием «Острова детства. Песенный цикл Сергея Ананьева исполняет Заслуженный артист России Леонид Серебренников в сопровождении Оркестра электромузыкальных инструментов им. В. В. Мещерина».
В 2001—2002 годы лучшие композиции ансамбля вышли на двухдисковом сборнике Easy USSR.

## Инструменты
Для исполнения композиций в коллективе использовались различные электронные музыкальные инструменты, а также акустические инструменты со звукоснимателями.

### Электронные
- терменвокс [Константин Ковальский] [Лидия Кавина]
- электроорган [Жанетта Мирзаханова]
- электрогитара
- электробаян
- электророяль
- электроарфа [Марк Рубин]
- электроконтрабас
- клавиалина [Карина Лисициан]

### Акустические
- скрипка
- банджо
- гавайская гитара

### Ударные
- вибрафон
- ударная установка

## Дискография

### Миньоны
- 1956 — «Зелёные глаза» / «Пичирило» (10", моно)
- 1956 — Танцевальная музыка (7")
- 1960 — Полька-интермеццо (7)[5]
- 1960 — На колхозной птицеферме (7)[6]
- 1962 — «В конце сентября» / «Дым» (10", моно)
- 1964 — «Краковяк» / «Испанский танец» (8", моно)

### Альбомы
- 1975 — Ансамбль электромузыкальных инструментов Всесоюзного радио и телевидения (MC)
- 1978 — Ансамбль электромузыкальных инструментов ЦТ и ВР
- 1981 — Ансамбль электромузыкальных инструментов Центрального телевидения и Всесоюзного радио (MC)
- 1984 — Счастье моё. Мелодии прошлых лет
- 1993 — Moscow Nights under Evening Bells
- 1994 — ОЭМИ. Русское собрание
- 1996 — Леонид Серебренников, Оркестр электромузыкальных инструментов им. В. В. Мещерина — Острова детства
- 2001 — easy USSR, Part One
- 2002 — easy USSR, Part Two

### В сборниках
- 1959 — «Оборванные струны» / «Немецкий сельский танец» (миньон, 10", моно)
- 1960 — «Потанцуем» / «По набережной» (миньон, 10", моно)
- 2002 — Лёгкая весна 02 (CD)[7]
- 2003 — Tricatel Legkie — Москва Meets Paris (CD)[7]